# Timothée Piéchaud
Pour les articles homonymes, voir Piéchaud.
Pour les autres membres de la famille, voir Famille Piéchaud.
Timothée Piéchaud, né le 9 février 1850 à Abzac (Gironde) et mort le 28 décembre 1905 à Bordeaux, est un médecin, chirurgien et professeur français.
Il occupa de 1893 à 1905 la première chaire de clinique de chirurgie infantile de France.

## Biographie

### Jeunesse et formation
Timothée Piéchaud est né en 1850 dans la maison familiale dite « Bothereau », dans le centre d'Abzac. Son père, Louis-Guillaume Piéchaud, alors maire de la petite ville, est un médecin de campagne estimé. Sa mère, Marie-Camille Lahens, est la fille d'un officier de santé et de la cadette d'une famille aristocratique bordelaise, Élisabeth de Combelle. Timothée est le dernier d'une fratrie de cinq enfants.
En 1855, sa famille s'installe à Bordeaux. Il fait ses études chez les Jésuites au Lycée Saint-Joseph-de-Tivoli.
Après son baccalauréat ès lettres en 1867, il entre à l'École de médecine de Bordeaux comme externe des hôpitaux à l'hôpital Saint-André, dans le service du professeur Mabit. De 1869 à 1870, il est interne des hôpitaux à l'hôpital des Enfants, dans le service des professeurs Labat et du docteur Montalier, puis, en 1871, à l'hôpital Saint-André dans le service du professeur Denucé. En 1872, il est premier interne des hôpitaux dans le service de clinique obstétricale du professeur Labat. L'année suivante, il est nommé externe des hôpitaux de Paris, d'abord à la Charité dans le service du Docteur Bernutz, puis, en 1874, à Necker dans le service du professeur Chauffard. En 1875, il est interne des hôpitaux de Paris, en 1876 à l'Hôtel-Dieu, dans le service du Docteur Cusco, en 1877 dans le service du professeur Richet, en 1878 à Necker dans le service de clinique du professeur Broca, puis en 1879 à Lariboisière, dans le service du Docteur Labbé.
Docteur en médecine en 1880, il reçoit une médaille de bronze pour sa thèse, intitulée De la ponction et de l’incision dans les maladies articulaires. Il est reçu premier à l'agrégation de chirurgie en 1883.

### Mariage et descendance
Il se marie à Bordeaux le 11 septembre 1882 avec Marie Cardez, fille du comte romain Ferdinand Cardez, maire de Rions et important négociant en vins à la tête des châteaux Jourdan, Carsin, Deylet et Villandraut, et d'Eugénie Gizard. Ils ont huit enfants : Marie-Louise, Élisabeth, Martial, Pierre, Louis, Ferdinand, Paule et Camille.

### Carrière médicale
Il fonde l'Hôpital des Enfants de Bordeaux en 1886 et y occupe la première chaire de clinique de chirurgie infantile de France de 1893 jusqu'à 1905, date de sa mort.
Il meurt brutalement à Bordeaux le 28 décembre 1905. Ses obsèques, le samedi 30 décembre, furent extrêmement suivies. Le deuil était conduit par la famille, suivie de diverses congrégations religieuses, du recteur de l'Université de Bordeaux Thamin, des docteurs Pitres, doyen de la Faculté de médecine, Bertrand, directeur de l'École de santé navale, Lanusse, administrateur de l'Hôpital des Enfants, Arnozan, président de la Société de médecine et de chirurgie, Lande, président de l'Association des médecins de la Gironde, Bourbon, directeur de l'Institution nationale des sourdes-muettes ; Aurélien de Sèze, avocat à la cour d'appel, président de l'Association des anciens élèves de Tivoli, prononça un discours. On peut évaluer à plusieurs milliers le nombre des personnes qui formaient le cortège. Après une messe de requiem à la Primatiale Saint-André, le corps fut inhumé dans le caveau de la famille, au cimetière de la Chartreuse.
Il fut membre de la Société clinique de Paris, de la Société anatomique de Paris, de la Société des sciences physiques et naturelles de Bordeaux, membre correspondant national de la Société de chirurgie de Paris, membre titulaire de la Société de médecine et de chirurgie de Bordeaux, de la Société anatomique de Bordeaux et membre secrétaire de la Société de gynécologie, d'obstétrique et de pédiatrie de Bordeaux.

## Publications
- 1880 : De la ponction et de l’incision dans les maladies articulaires, Paris.
- 1881 : Que faut-il entendre par l’expression de choc traumatique, Paris.
- 1883 : Traitement du cancer du rectum, Paris.
- 1888 : Maladies chirurgicales de l’enfance, leçons cliniques, Bordeaux, Féret et fils.
- 1891 : Statistiques des opérations pratiquées à la Clinique chirurgicale des enfants de 1887 à 1890, Bordeaux.
- 1900 : Précis de chirurgie infantile, Paris, coll. Testut.

## Distinctions et hommages

### Distinctions

#### Décorations françaises
- Officier d'académie.

#### Décorations étrangères
- Chevalier de Bolivar.

### Hommages
- Rue du Professeur-Timothée-Piéchaud, à Bordeaux.
- Galerie Timothée-et-Ferdinand-Piéchaud de la Faculté de médecine et de pharmacie de Bordeaux.